# Тейлор, Джон (хоккеист на траве)
Джон Паскин Тейлор (англ. John Paskin Taylor; 18 марта 1928, Бангалор, Британская Индия — 9 марта 2015, Булонь-Бийанкур, Франция) — британский хоккеист на траве, полузащитник и нападающий. Бронзовый призёр летних Олимпийских игр 1952 года.

## Биография
Джон Тейлор родился 18 марта 1928 года в городе Бангалор в Британской Индии (сейчас в Индии) в семье уэслианского священника.
Окончил школу Кингсвуд в Бате, затем учился в Тринити-колледже Кембриджского университета. Был секретарём вузовского хоккейного клуба, выступал за сборную университета.
Играл в хоккей на траве за «Рил».
В 1952 году вошёл в состав сборной Великобритании по хоккею на траве на летних Олимпийских играх в Хельсинки и завоевал бронзовую медаль. Играл в поле, провёл 1 матч, мячей не забивал.
Умер 9 марта 2015 года во французской коммуне Булонь-Бийанкур.

## Семья
Жена Рут. Воспитали дочь Сару, сыновей Стивена и Эндрю.